# Уаскар (броненосець)
36°42′20″ пд. ш. 73°06′41″ зх. д. / 36.705472222222° пд. ш. 73.111416666667° зх. д.
«Ууаскар» (ісп. «El Huáscar», англ.  «Huascar») — баштовий броненосець (монітор) перуанських, а в подальшому (захоплено як трофей) — чилійських ВМС. Брав участь у морських битвах другої половини XIX століття. Дії монітора безпосередні вплинули на політичну і військову ситуацію в декількох південноамериканських країнах. Відомий також тим, що проти нього вперше у світовій історії було застосовано торпеди, а також своїм успішним морським тараном у бою.

## Питання класифікації
«Ууаскар» був класичним представником баштових броненосців британської побудови, які, на відмін від моніторів, мали високий надводний борт. Оскільки це був перехідний тип кораблів, а також враховуючи, що, як і в монітора, головний калібр «Ууаскара» розміщувався у захищенішій бронею башті, його часто називають монітором.

## Історія створення і будова корабля
У 1864 році між Іспанією та її колишніми південноамериканськими колоніями почалася війна. Чилі та Перу в цій війні виступали союзниками.
Для дій проти іспанського флоту за особистою ініціативою президента Перу Хуана Антоніо Песета було вирішено замовити в Британії броненосець (монітор), який був названий «Уаскар» на честь імператора інків, який воював проти Франсіско Пісарро.
12 серпня 1864 року у Велику Британію прибув чилійський військово-морський офіцер, капітан Сальседо (ісп. José María Salcedo), який представляв у переговорах про будівництво монітора союзні перуанські ВМС. Вартість корабля (без озброєння) була оцінена в 71 000 фунтів стерлінгів. У цілому будівництво корабля обійшлася в 81 247 фунтів стерлінгів, або 406 325 перуанських песо.
Машини та котлової обладнання були замовлені фірмі Penn & Sons, артилерія — компанії Armstrong & Co.
Конструктором «Ууаскар» був британський офіцер і інженер Купер Фіппс Кольз (який під час Кримської війни запропонував і з підручних засобів виготовив озброєний артилерією броньований пліт (баржу) «Lady Nancy», надалі використовувався для бомбардування британцями Таганрога).
Монітор «Ууаскар» був добре броньованим паровим кораблем, спроможний діяти як у прибережних водах, так і у відкритому морі.
Основне його озброєння складали дві 300-фунтових (за вагою снаряда, 136 кг) гармати Армстронга. Ці 12,5-тонні дульнозарядні гармати були розташовані в просторій башті, яку 16 матросів обертали на 360 градусів приблизно за 15 хвилин. З артилерії були ще два 40-фунтових (18 кг) дульнозарядні гармати Армстронга, що стояли на шканцях, 12-фунтова гармата (5 кг) та кулемет Гатлінга.
Броньовані були борту, палуба і башта. Спеціальної форми ніс монітора призначався для нанесення таранних ударів. На доповнення до парової машини потужністю 1650 л. с. монітор мав вітрильне оснащення бригантини.

## Перехід до Перу
Після здачі монітора перуанським екіпажу (механіками на «Ууаскар» були вільнонаймані іноземці) командування кораблем прийняв той самий чилійський капітан Сальседо, який контролював будівництво монітора на верфі з боку перуанських ВМС. Корабель вирушив 20 січня 1866 року.
Проте шлях цей був пов'язаний з проблемами і зайняв багато часу: спочатку монітор більше місяця простояв у французькому Бресті, потім 28 лютого «Уаскар» зіткнувся з броненосцем «Индепенденсія» (Independencia), в результаті чого довелося ще місяць ремонтуватися в Ріо-де-Жанейро.
Нейтральні країни, що схилялися на бік Іспанії, відмовляли «Уаскару» в портовому обслуговуванні і поповненні вугільних запасів. Але це не завадило монітору по шляху 5 травня біля берегів Уругваю захопити і потопити іспанську бригантину «Мануель» (Manuel), а 7 травня — корвет «Петіта Вікторія» (Petita Victoria).
Пройшовши в 10-бальний шторм Магелланову протоку, «Уаскар» прибув в чилійський порт Анкуд тільки 7 червня 1866 року, коли бойові дії вже закінчилися.
У порту Вальпараїсо, звідки спочатку планувалося відправити монітор у складі чилійсько-перуанської експедиції проти іспанського флоту на Філіппіни, під своє командування монітор прийняв перуанський капітан Монтеро (Lizardo Montero).
У лютому 1868 року «Ууаскар» прийняв капітан (потім адмірал) Мігель Грау, який залишався його командиром до 1876 року, а в 1879 році на ньому ж і загинув під час бою.

## «Ууаскар» проти британських кораблів
У середині 1870-х років в Перу вибухнула громадянська війна: колишній міністр фінансів Ніколаса де Пьерола боровся проти режиму президента Маріано Ігнасіо Прадо.
Серед послідовників Пьерола виявилися офіцери «Уаскара» Луїс Герман Астете (Luis Germán Astete) і Бернабе Карраско (Bernabe Carrasco), які ввечері 6 травня 1877 року за відсутністі на борту командира корабля забрали монітор з порту Кальяо в Чилі, маючи намір взяти там на борт бунтівного екс-міністра і повернутися з ним в Перу.
Всього, разом з командою монітора, 17 матросами навчального корабля «Апуримак» (Apurimac), які до них приєдналася, а також цивільними особами, на борту «Ууаскар» було 167 осіб.
Командування монітором прийняв Мануель Карраско — брат Бернабе.
Однак «Ууаскар» не мав на борту достатньо вугілля для планованого переходу, і бунтівний монітор став «позичати» паливо у зустрічних пароплавів: 10 травня в порту Моллендо була пограбована «Санта Роса», 11 травня у відкритому морі — «Джон Елдер», 12 травня в порту Пісагуа — «Імунціна» і 14 травня у відкритому ж морі — «Коломбіа». Крім того, на борту «Коломбіа» повстанці взяли в полон двох полковників урядових військ.
Всі ці судна належали англійської Pacific Navigation Company, яка контролювала значну частину перевезень уздовж Тихоокеанського узбережжя Південної Америки. Керівництво компанії екстрено запросило допомогу у командувача Британської Тихоокеанської станцією контр-адмірала де Хорсі, який 16 травня надіслав телеграфом капітану «Уаскара» вимога припинити дії проти англійських торгових суден. Копії цієї телеграми роздали на всі пароплави Pacific Navigation Company.
А вже на наступний день адмірал дізнався про захоплення вугілля на «Імунції», пошти і пасажирів на «Коломбії», і тут же направив ввірену йому ескадру на перехоплення «Уаскара».
Під своїм командуванням де Хорсей мав новітній безбронный фрегат (крейсер) «Шах» і корвет «Аметист».
Це були неброньовані та добре озброєні бойові кораблі, які демонстрували високу швидкість ходу як під парами, так і під вітрилами.
«Шах» (водотоннажність 6250 т) мав композитний корпус (залізний набір, дерев'яна обшивка), 24 гармати калібром 7" і 9", а також два 16-дюймових торпедних апарата (боєзапас — 8 торпед Вайтгеда). Штатна чисельність екіпажу, яким командував капітан Джордж Фредерік Денхэм Бедфорд, становила 600 чоловік.
Дерев'яний «Аметист» (1970 т) був озброєний 14 гарматами і мав екіпаж 225 осіб.
Крім того, уряд Перу направило проти «Ууаскар» ескадру під командуванням Хуана Гільєрмо Мура. В ескадру увійшли броненосець «Индепенденсия» (3556 т, 14 гармат), корвет «Уньон» (2016 т, 16 гармат), монітор «Атауальпа» (2100 т, 2 гармати, через низьку швидкість та малу морехідність буксиркувався пароплавом «Лімена») і канонерський човен «Пилкомайо» (600 т, 5 гармат).
22 травня в чилійському порту Кабихо «Уаскар» прийняв на свій борт Пьеролу. Крім того, в Чилі були замінені за їх бажанням два англійських інженера зі складу екіпажу монітора на двох французьких. Але два машиніста-англійця погодилися продовжити службу за збільшення зарплати у півтора рази.
28 травня десант з «Ууаскар» за підтримки гармат монітора вибив гарнізон з порту Пісагуа. Увечері того ж дня відбувся бій між неї ескадрою Мура і «Уаскаром».
Маневруючи, майже дві години (до настання темряви) противники обмінялися пострілами (5 — з боку «Уаскара», 40 — з боку «Индепенденсії») з дистанції близько милі. Пошкодження були мінімальні, втрати сторін — двоє поранених на «Индепенденсії».
29 травня вже британці виявили «Ууаскар», який йшов у Іло. Маючи значну перевагу в швидкості, британська ескадра заблокувала бунтівний монітор близько Пунта Колеї.
Лейтенант Флоту Її Величності Джордж Райнер передав на «Уаскар» ультиматум з вимогою здатися. Перевага англійців (38 гармат і 825 осіб проти 5 гармат і 167 осіб) було незаперечним, але перуанці відповіли відмовою. Як тільки катер Райнера пішов, Пьерола виголосив перед командою «Уаскара» промову: «Панове! Вирушайте по постах. Наша революція закінчується. Тепер ми всі перуанці, які повинні захищати свій прапор!». Битися проти британців зголосилися навіть полоненні полковники.
Бій відбувся біля порту Пакоча, в двох милях від берега, при ясній погоді і спокійному морі. Британські кораблі маневрували, намагаючись вразити «Ууаскар» з боку незахищеною бронею корми, монітор ж намагався зблизитися для тарану, одночасно заманюючи англійців ближче до скелястого берега, де через більшу осадку вони могли б мати проблеми. Два з половиною години тривала ця битва, в ході якої вперше в історії в бойовій обстановці була випущена торпеда.
«Шах» виробив свою торпедну атаку з дистанції 900 ярдів (825 метрів), але торпеда була надто повільна (мала швидкість лише в 9 вузлів), і «Уаскар» благополучно її уникнув. Бій закінчився, коли стемніло.
В ході бою з боку кораблів Її Величності було здійснено в цілому 427 пострілів, монітор відповів не більше десяти разів через брак боєприпасів.
Вночі Пьерола наказав йти до Ікіке, де він мав намір умовити Мура об'єднатися з «Уаскаром» проти англійців. Мур запитав консультації у Ліми, звідки йому передали пропозицію для Пьерола про здачу «Уаскара» при збереженні свободи усім, хто знаходиться на борту. Після цього бунтівний броненосець капітулював.
Тактичні висновки з цих подій зробили англійці: 2 грудня 1878 року «Шах» був замінений на чергуванні броненосцем «Тріумф».
Політичним же результатом бою у Пакоча була хвиля антиурядових і антибританських виступів, яка призвела 1 червня до відставки уряду Перу. Аж до 1879 року де Хорсі вважався в Перу persona non grata.

## «Ууаскар» проти чилійського флоту

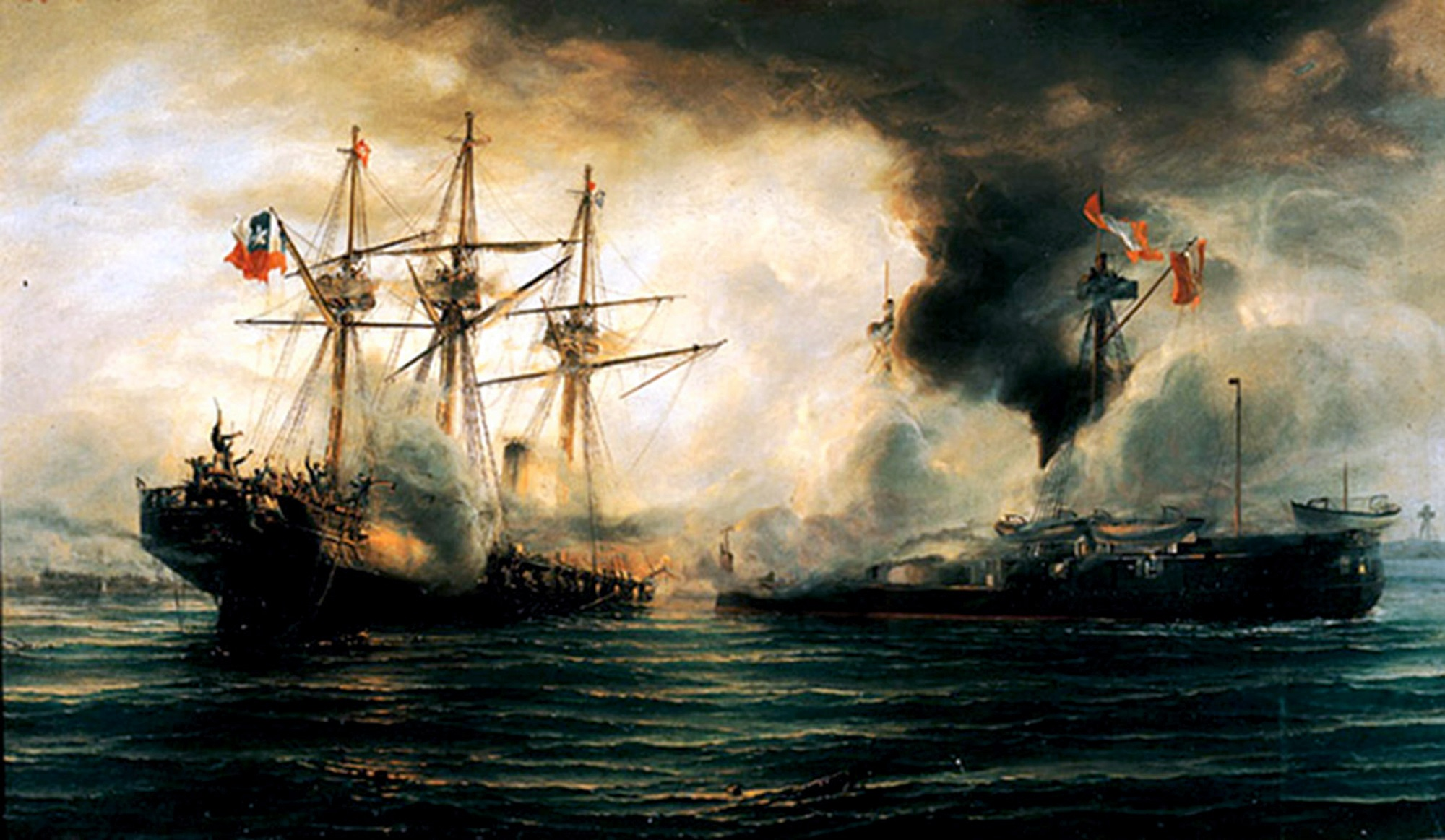
Потоплення корвета «Esmeralda» в битві при Ікіке 21 травня 1879

У 1879 році почалася так звана Селітрова війна між Перу і Болівією — з одного боку, і Чилі — з іншого боку за територію Антофагаста.
В ході неї «Ууаскар» під командуванням вже контр-адмірала Мігеля Грау протягом шести місяців тероризував чилійське узбережжя, нападаючи на транспорти і бомбардуючи порти. Зокрема корабель:
- обстріляв і спричинив руйнування портів Кобиха, Токопілья, Патильос, Мехильонес, Уанильос, Пунта-де-Лобо, Чаньяраль, Уаско, Кальдера, Кокімбо і Тальталь;
- потопив 16 чилійських транспортів;
- пошкодив чилійські бойові кораблі «Blanco Encalada», «Abtao», «Magallanes» і «Matías Cousiño»;
- захопив в якості трофеїв кораблі «Emilia», «Adelaida Rojas», «E. Saucy Jack», «Adriana Lucía», «Rímac» і «Coquimbo»;
- взяв на «Rímac» в полон 260 кавалеристів разом з кіньми, зброєю і спорядженням;
- повернув захоплені раніше чилійцями кораблі «Clorinda» і «Caquetá»;
- розстріляв артилерійську батарею в Антофагасте.

21 травня 1879 року «Ууаскар» разом з броненосцем «Индепенденсия» прибули в порт Ікіке, в той час належить Перу, для зняття блокади, що здійснюється кораблями Чилі з 5 квітня 1879. Порт блокувала чилійська флотилія в складі корвета «Есмеральда», шхуни «Ковадонга» і транспорту «Ламар» з 2500 солдатами на борту.
В ході бою «Ууаскар» зблизився з «Есмеральдою» і тричі таранив її. Під час тарану капітан «Есмеральди» Артуро Прат віддав наказ йти на абордаж, але в шумі бою його почуло тільки двоє матросів, і незабаром ці троє чилійців загинули в рукопашному бою на палубі «Уаскара».
Чилійський корвет потонув. Всього в цьому бою чилійці втратили 135 чоловік загиблими, 62 пораненими проти одного загиблого і 7 поранених у перуанців.
Незважаючи на втрату «Есмеральди» при Ікіке, 21 травня святкується в Чилі як День морської слави (El Día de las Glorias Navales) — крім героїчного вчинку Артуро Прата в той день, при спробі протаранити «Ковадонгу», сіла на риф і була спалена своїм екіпажем «Индепенденсія».
Чилійцям стало ясно, що поки «Ууаскар» діє на їх комунікаціях, їх наступ на суходолі обійдеться занадто дорого. Тому всі сили були кинуті на полювання за «Уаскаром».
8 жовтня 1879 року біля Пунта-де-Ангамос (Punta de Angamos) відбулося морська битва, в якому «Уаскар» протистояв шести чилійським кораблів, у тому числі: казематним броненосцям «Бланко Энкалада» (Blanco Encalada) і «Альмиранте Кокрейн» (Almirante Cochrane).

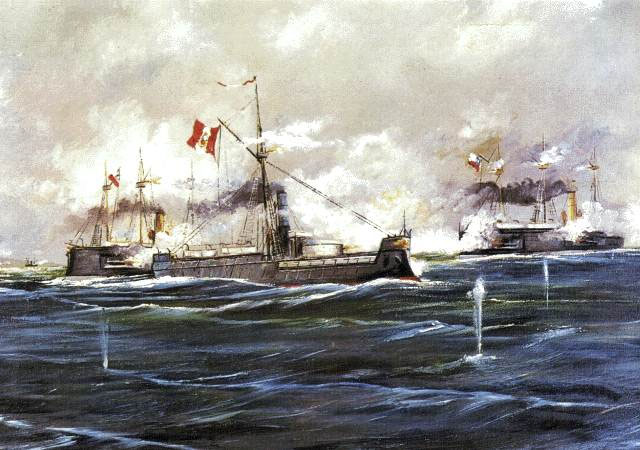
«Huáscar» у битві під Ангамос

В цьому бою удача відвернулася від Мігеля Грау — чилійський снаряд розірвався на містку «Ууаскар», при цьому загинули адмірал і ще кілька перуанських офіцерів. «Уаскар» ще деякий час чинив опір, але втратиши практично всіх своїх офіцерів, незабаром був захоплений противником, який зірвав спробу самозатоплення.
«Ууаскар» був відремонтований чилійцями, і пізніше, вже у складі чилійського флоту, вступив у бій з перуанським монітором «Манко Капак» (Manco Cápac, колишній американський USS Oneota).
В цьому бою «Ууаскар» знову втратив свого командира — загинув чилійський капітан Мануель Томсон (Manuel Thomson).
Останньою кампанією заслуженого монітора були його дії під командуванням капітана Хосе Марія Санта Крус (José María Santa Cruz) на стороні Конгресу під час громадянської війни 1891 року в Чилі.
Сам корабель вивели зі складу флоту після вибуху парової машини на «Ууаскар» в 1897 році. Після ремонту, з 1917 по 1930 рік, «Ууаскар» був плавучою базою підводних човнів.

## Корабель-музей

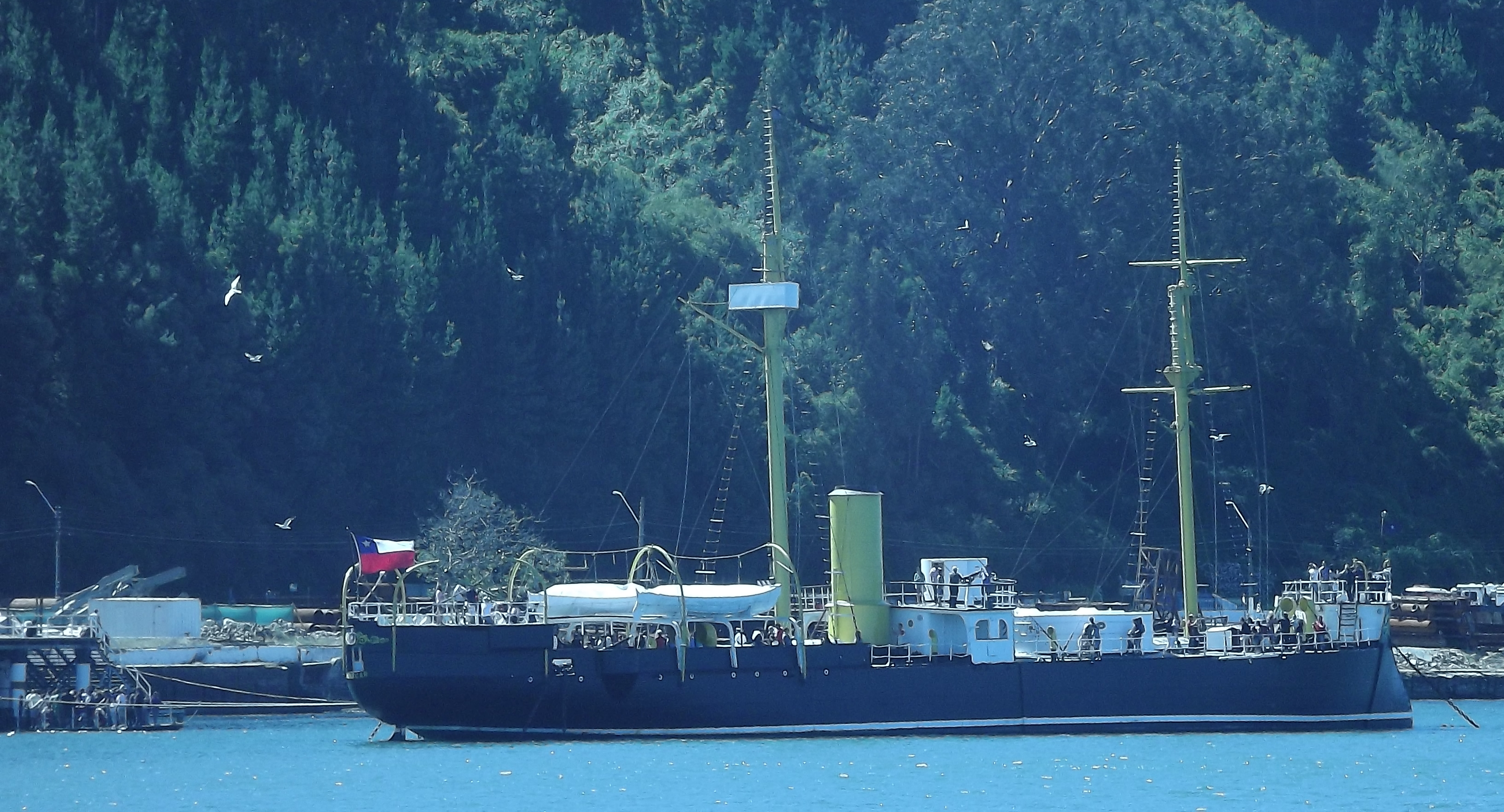
«Уаскар» — корабель-музей в 2013

«Ууаскар» залишив помітний слід як в історії Південної Америки, так і у світовій.
Чилійці заснували «Почесну медаль за Бій при Ікіке» двох ступенів, якою нагородили членів екіпажів «Есмеральди» і «Ковадонги».
До сторіччя героїчних дій «Ууаскар» під командуванням адмірала Грау в Перу була випущена срібна монета (31,1 г) 925 проби номіналом 5000 песо.
У 1934 році «Ууаскар» став кораблем-пам'яткою в гавані Талькауано.
На кораблі відновили вигляд 1870-х років і відкрили його для відвідувань.

## Цікаві факти
- Застосування торпеди проти «Уаскара» ледь не коштувало де Хорсі кар'єри — офіцери його корабля висловили протест командиру, засуджуючи «негуманні методи морського бою проти гідного супротивника». Після повернення в метрополію де Хорсі звинуватили в тому, що він своєю атакою «наражав на небезпеку життя підданих Британської імперії, що знаходяться на борту ворожого корабля».
- Перша в світі успішна атака торпедами була здійснена менш ніж через рік після торпедного пострілу з «Ууаскар»: 14 січня 1878 року катера «Чесма» і «Синоп» на Батумському рейді двома торпедами потопили турецький сторожовий пароплав «Интібах». Керував загоном катерів майбутній адмірал С. О. Макаров.
- Після бою у Ікіке Мігель Грау повернув чилійського уряду останки, форму, листи коханій дружині і шаблю Артуро Прата, а також дошку палуби, на якій загинув чилійський офіцер, якого Грау ставив у приклад перуанським офіцерам.
- В пам'ять про командира «Ууаскар» Мігель Грау названий сучасний (модернізований у 1980-х рр.) — крейсер «Адмірал Грау», який був останнім артилерійським крейсером на бойовій службі.
- У 1989 році портрет Мігеля Грау був поміщений на перуанській банкноті номіналом 5000 песо.
- У 1979 році на перуанській монеті був поміщено зображення «Уаскара»